# Награда за литература на Европейския съюз
Наградата за литература на Европейския съюз (на английски: European Union Prize for Literature) е литературна награда на Европейския съюз. Учредена е през 2009 г. и се финансира по Програмата за култура на Европейския съюз.
Координира от Консорциум, избран от Европейската комисия. Консорциумът е съставен от Европейската федерация на книгоиздателите, Европейския съвет на писателите и Федерацията на европейските издатели. Консорциумът създава националните журита и организира процедурата по даването на наградите.
Всяка година 11 или 12 държави се избират за участие в наградата, във всяка страна се избира национално жури, което от своя страна избира произведението победител. За период от три години се изреждат всички страни, които отговарят на условията, и се включват в процедурата по получаването на наградата.
Държавите, които са включени в обхвата на наградата са:
- 28-те държави членки на Европейския съюз (от 2013 г.)
- Трите държави от Европейската икономическа зона – Норвегия, Исландия и Лихтенщайн
- Страните кандидатки за присъединяване към ЕС – Албания, Турция, Черна гора, Северна Македония, Сърбия
- Потенциални страни кандидатки за присъединяване към ЕС – Босна и Херцеговина, Кипър, Украйна, Грузия

Всеки победител получава 5000 евро, а на книгите им се предоставя подкрепа за финансиране на превода, както и промоция.
В 2022 г. присъждането на наградата е променено: дава се една главна награда и още пет заглавия биват специално отбелязвани.

## Победители

### 2009
- Австрия: Паулус Хохгатерер, „Сладостта на живота“
- Хърватия: Мила Павичевич, „Момиченце от късче лед и други приказки“
- Франция: Еманюел Пагано, „Юношите от пещерата“
- Унгария: Ноеми Сечи, „Комунистът Монте Кристо“
- Ирландия: Карън Гилис, „Крайбрежни наноси“
- Италия: Даниеле Дел Джудиче, „Подвижен хоризонт“
- Литва: Лаура-Синтия Черняускайте, „Дихание към мрамора“
- Норвегия: Карл Фруде Тилер, „Обкръжение“
- Полша: Яцек Дукай, „Лед“
- Португалия: Дулсе Мария Кардозо, „Моето опяване“
- Словакия: Павол Ранков, „Случи се на първи септември (или в друг ден)“
- Швеция: Хелена Хеншен, „В сянката на престъплението“

### 2010
- Белгия: Петер Терин, „Охранителят“
- Кипър: Мирто Азина Хрониди, „Експериментът“
- Дания: Ада Дьоруп, „Най-малкото съпротивление“
- Естония: Тийт Алексеев, „Поклонничеството“
- Финландия: Рику Корхонен, „Медицински роман“
- Германия: Ирис Ханика, „Същината“
- Люксембург: Жан Бек, „Аматьор“
- Румъния: Разван Радулеску, „Теодосий Малкия“
- Словения: Наташа Крамбергер, „Небеса в къпините : роман в случки“
- Испания: Ракел Мартинес, „Сенки на еднорог“
- Северна Македония: Гоце Смилевски, „Сестрата на Зигмунд Фройд“

### 2011
- България: Калин Терзийски, „Има ли кой да ви обича“
- Чехия: Томаш Змешкал, „Любовно писмо, написано с клинопис“
- Гърция: Костас Хадзиантониу, „Αγκριτζέντο“
- Исландия: Офейгур Сигурдсон, „Сага за Йон“
- Латвия: Инга Жолуде, „Mierinājums Ādama kokam“
- Лихтенщайн: Ирен Ниг, „Човек сам словотвори местата си“
- Малта: Имануел Мифсуд, „В името на Отца (и Сина)“
- Черна гора: Андрей Николаидис, „Син“
- Нидерландия: Родан ал-Халиди, „De autist en de postduif“
- Сърбия: Елена Ленголд, „Панаирджийски фокусник“
- Турция: Чилер Илхан, „Изгнание“
- Великобритания: Адам Фулдс, „The Quickening Maze“

### 2012
- Австрия: Анна Ким, „Замразеното време“
- Хърватия: Лада Жиго, „Рулетка“
- Франция: Лоранс Плазне, „Любовта единствена“
- Унгария: Виктор Хорват, „Турско огледало“
- Ирландия: Кевин Бари, „City of Bohane“
- Италия: Емануеле Треви, „Нещо писано“
- Литва: Гедра Радвилавичуйте, „Šiąnakt aš miegosiu prie sienos“
- Норвегия: Гюнстайн Баке, „Мод и Аюд“
- Полша: Пьотр Пажински, „Пансионът“
- Португалия: Афонсу Круш, „Куклата на Кокошка"
- Словакия: Яна Беньова, „Кафене „Хиена“
- Швеция: Сара Манхаймер, „Действието“

### 2013
- Белгия: Изабел Уери, „Мерилин обезкостена“
- Босна и Херцеговина: Фарук Шехич, „Книга за Уна“
- Кипър: Емилиос Солому, „Дневник на една изневяра“
- Дания: Кристиан Банг Фос, „Смъртта кара Ауди“
- Естония: Меелис Фриедентал, „Пчели“
- Финландия: Катри Липсон, „Продавачът на сладолед“
- Германия: Марица Бодрожич, „Маса от черешово дърво и стари чувства“
- Люксембург: Тулио Форджиарини, „Amok – Eng Lëtzebuerger Liebeschronik“
- Северна Македония: Лидия Димковска, „Резервен живот“
- Румъния: Йоана Първулеску, „Животът започва в петък“
- Словения: Габриела Бабник, „Сух период“
- Испания: Кристиан Крусат, „Кратка теория за пътуването и пустинята“

### 2014
- Албания: Бен Блуши, „Отело, мавърът от Валона“
- България: Милен Русков, „Възвишение“
- Чехия: Ян Немец, „История на светлината“
- Гърция: Макис Цитас, „Бог ми е свидетел“
- Исландия: Одни Ейр Айварсдохтир, „Земя за заселване“
- Латвия: Янис Йоневс, „Йелгава 94“
- Лихтенщайн: Армин Йори, „Die dunkle Muse: Historischer Kriminalroman“
- Малта: Пиер Мейлак, „Когато изпратим деня“
- Черна гора: Огнен Спахич, „Глава, пълна с радост“
- Нидерландия: Маренте де Моор, „Нидерландската дева“
- Сърбия: Углеша Шайтинац, „Съвсем скромни дарове“
- Турция: Биргюл Огуз, „Аха“
- Великобритания: Иви Уайлд, „Всички птици пеят“

### 2015
- Австрия: Каролина Шути, „Някога навярно съм вървяла по мека трева“
- Хърватия: Лука Бекавац, „Вилево“
- Франция: Гаел Жос, „Последният пазител на Елис Айлънд“
- Унгария: Едина Сворен, „Nincs, és ne is legyen“
- Ирландия: Донал Райън, „Сърце на вятъра“
- Италия: Лоренцо Амури, „Спиране на дишането“
- Литва: Ундине Радзевичуйте, „Žuvys ir drakonai“
- Норвегия: Ида Хегаси Хойер, „Извинявай“
- Полша: Магдалена Парис, „Magik“
- Португалия: Давид Машадо, „Средният индекс на щастие“
- Словакия: Светлана Жучова, „Obrazy zo života M.“
- Швеция: Сара Стридсберг, „Бекомберя – ода за моето семейство“

### 2016
- Белгия: Кристоф ван Херевей, „Искам да знаеш“
- Босна и Херцеговина: Таня Ступар Трифунович, „Часовниците в стаята на мама“
- Кипър: Андонис Георгиу, „Албум от истории“
- Дания: Бьорн Расмусен, „Кожата е еластичната обвивка, обгърнала цялото тяло“
- Естония: Пааво Мацин, „Дискотека „Гогол“
- Финландия: Селя Ахава, „Неща, които падат от небето“
- Германия: Бенедикт Уелс, „Краят на самотата“
- Люксембург: Гаст Грьобер, „All Dag verstoppt en aneren“
- Румъния: Клаудиу М. Флориан, „Vârstele jocului. Strada Cetăţii.“
- Словения: Ясмин Б. Фрелих, „Na/pol“
- Испания: Хесус Карраско, „Земята, по която стъпваме“
- Северна Македония: Ненад Йолдески, „Всеки със своето езеро“

### 2017
- Албания: Руди Еребара, „Епосът на утринните звезди“
- България: Ина Вълчанова, „Остров Крах“
- Чехия: Бианка Белова, „Езерото“
- Гърция: Калия Пападаки, „Δενδρίτες“
- Исландия: Халдоура Тородсен, „Двоен прозорец“
- Латвия: Освалдс Зебрис, „В сянката на Петльов връх“
- Малта: Уалид Набхан, „Изселване на щъркели“
- Черна гора: Александър Бечанович, „Аркьой. Илюзорен алманах“
- Нидерландия: Джамал Уариаши, „Глад“
- Сърбия: Дарко Тушевлякович, „Бездна“
- Турция: Сине Ергюн, „Baştankara“
- Великобритания: Санджив Сахота, „Годината на бягствата“

### 2019
- Австрия: Лаура Фройдентхалер, „Geistergeschichte“
- Финландия: Пия Лейно, „Раят“
- Франция: Софи Дол, „В голямата обществена пералня“
- Унгария: Рика Ман-Вархеди, „Магнитният хълм“
- Грузия: Бека Адамашвили, „В тази книга всички умират“
- Гърция: Никос Хрисос, „Καινούργια μέρα“
- Ирландия: Джен Карсън, „Подпалвачите“
- Италия: Джовани Дозини, „E Baboucar guidava la fila“
- Литва: Дайна Ополскайте, „Dienų Piramidės“
- Полша: Марта Дзидо, „Frajda“
- Румъния: Татяна Тибулек, „Grădina de sticlă“
- Словакия: Ивана Добраковова, „Matky a kamionisti“
- Украйна: Галина Шиян, „за спиною“
- Великобритания: Мелиса Харисън, „All Among the Barley“

### 2020
- Белгия: Натали Сковронек, „La carte des regrets“
- Босна и Херцеговина: Лана Басташич, „Uhvati zeca“
- Хърватия: Маша Коланович, „Poštovani kukci i druge jezive priče“
- Кипър: Ставрос Христодулу, „Τη μέρα που πάγωσε ο ποταμός“
- Дания: Аста Оливия Норденхоф, „Penge på lommen“
- Естония: Мидлум (Мад Луига), „Poola poisid“
- Германия: Матиас Наврат, „Der traurige Gast“
- Косово: Шпетим Селмани, „Libërthi i dashurisë“
- Люксембург: Франсис Кирпс, „Die Mutationen“
- Черна гора: Стефан Бошкович, „Ministar“
- Северна Македония: Петър Андоновски, „Страв од варвари“
- Норвегия: Мария Наваро Скарангер, „Bok om sorg“
- Испания: Ирен Сола, „Canto jo i la muntanya balla“

### 2021
- Албания: Том Кука (Енкел Деми), „Flama“[3]
- Армения: Арам Пачян, „P/F“
- България: Георги Бърдаров, „Absolvo te“[4]
- Чехия: Луси Фаулерова, „Smrtholka“
- Исландия: Сигрун Палсдотир, „Delluferðin“
- Латвия: Лаура Виноградова, „Upe“
- Малта: Лара Калеха, „Kissirtu kullimkien“
- Нидерландия: Герда Блийс, „Wij zijn licht“
- Португалия: Фредерико Педрейра, „A Lição do Sonâmbulo“
- Сърбия: Деян Тиаго-Станкович, „Zamalek“
- Словения: Аня Мугерли, „Čebelja družina“
- Швеция: Максим Григориев, „Europa“
- Тунис: أمين الغزي (Амин Ал Гоци), „2011 زندالي ليلة 14 جانفي“

### 2022
Награден:
- Грузия: Ива Пезуашвили, ბუნკერი

Специално отбелязани:
- Белгия: Геа Схьотерс, Trofee
- Босна и Херцеговина: Сраджана Нина Перкович, U jarku
- Ирландия: Тайг Мак Донагайн, Madame Lazare
- Испания: Хакобо Бергарече, Los días perfectos
- Украйна: Евгения Кузнецова, Спитайте Мієчку

### 2023
Награден:
- Хърватия: Мартина Видаич, Stjenice

Специално отбелязани:
- Кипър: Хари Спану, Φυλάκιο
- Естония: Тънис Тоотсен, Ahvide pasteet. Ühe ahvi mälestusi ja mõtteid
- Финландия: Иида Раума, Hävitys
- Франция: Мо Симоно, L’heure des oiseaux
- Косово: Аг Аполони, Kësulëkuqja, përrallë për të rritur

Награден:
- Дания: Тис Йорнтофт, Jordisk

Специално отбелязани:
- Германия: Дениз Утлу, Vaters Meer
- Исландия: Мария Елисабет Брагадотир, Sápufuglinn
- Нидерландия: Шоле Резазаде, ken een berg die op me wacht
- Словения: Тина Вършчай, Na klancu
- България: Тодор П. Тодоров, „Хагабула“

Забележка: Произведенията дадени в оригинал и курсив не са издавани в България.